# William Vallance Douglas Hodge
William Vallance Douglas Hodge FRS (Edimburgo, 17 de junho de 1903 — Cambridge, 7 de julho de 1975) foi um matemático escocês.

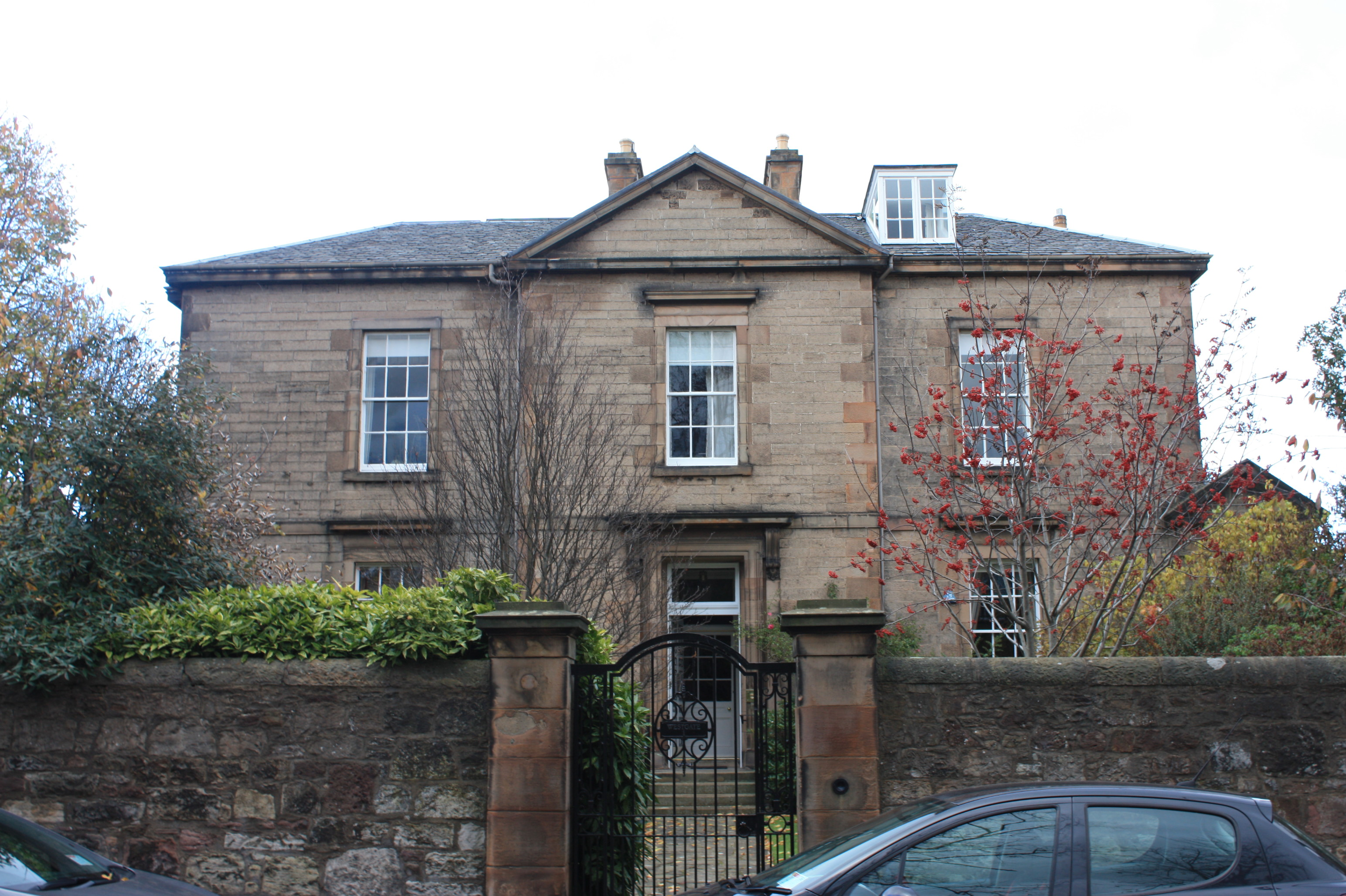
Casa de Hodge na 1 Church Hill Place, Edimburgo

Seu campo de atuação foi geometria. Foi Professor Lowndeano de Astronomia e Geometria.